# 明日の恋の見つけかた
『明日の恋の見つけかた』（原題:The Tomorrow Man）は2019年に公開されたアメリカ合衆国のドラマ映画である。監督はノーブル・ジョーンズ、主演はジョン・リスゴーが務めた。本作はジョーンズの長編映画監督デビュー作でもある。
本作は日本国内で劇場公開されなかったが、デジタル配信が行われている。

## 概略
エド・ヘムスラーはいずれ未曽有の災害が発生すると確信しており、その準備のために日々の多くを費やしていた。そんなある日、エドは食料品店で偶然見かけた女性（ロニー）に一目ぼれし、彼女をコーヒーに誘った。2人は徐々に惹かれ合っていくが、ロニーはエドとの関係が深まることに恐怖を覚えるようになった。「娘に先立たれたときに感じた深い悲しみをもう一度味わうことになるのではないか」と。
本作は未来を恐れる男性と過去に囚われた女性が、今この瞬間を生きるようになるまでを描いた作品である。

## キャスト
- エド・ヘムスラー：ジョン・リスゴー
- ロニー・マイズナー：ブライス・ダナー
- ブライアン：デレク・セシル
- ジャネット：ケイティ・アセルトン
- ジェニーン：ソフィー・サッチャー
- ティナ：イヴ・ハーロウ
- ビヴァリー・セント・マイケルズ：ウェンディ・マッケナ
- マギー：イザベル・ボーニ

## 製作・音楽
本作の主要撮影は2017年の夏にニューヨーク州のロチェスターとその周辺で行われた。2019年8月23日、マディソン・ゲート・レコーズが本作のサウンドトラックを発売した。

## 公開・興行収入
2019年1月17日、ブリーカー・ストリートが本作の全米配給権を獲得したと報じられた。翌18日、ソニー・ピクチャーズ・ワールドワイド・アクイジションズが本作の全世界配給権を購入したとの報道があった。30日、本作はサンダンス映画祭でプレミア上映された。3月28日、本作のオフィシャル・トレイラーが公開された。5月24日、本作は全米4館で限定公開され、公開初週末に1万8281ドル（1館当たり4570ドル）を稼ぎ出し、週末興行収入ランキング45位となった。

## 評価
本作に対する批評家の評価は平凡なものに留まっている。映画批評集積サイトのRotten Tomatoesには57件のレビューがあり、批評家支持率は42%、平均点は10点満点で5.6点となっている。サイト側による批評家の見解の要約は「ジョン・リスゴーとブライス・ダナーは『明日の恋の見つけかた』を救おうとした―2人はそれをなしうる力を十分に有している―が、2人の奮闘は問題含みのストーリーによってかき消された感がある。」となっている。また、Metacriticには18件のレビューがあり、加重平均値は49/100となっている。